# Aureliano Urrutia
Aureliano Urrutia Sandoval (Xochimilco, Distrito Federal; 6 de junio de 1872 - San Antonio, Texas; 14 de agosto de 1975) fue un médico y político mexicano. Sirvió brevemente como Secretario de Gobernación en el gabinete de Victoriano Huerta, de junio a septiembre de 1913. Es mejor recordado por su supuesta participación en el asesinato del senador Belisario Domínguez. Específica y anecdóticamente, se le identifica como el responsable de haberle realizado una glosectomía a Domínguez, antes o después de su asesinato. 
Varios historiadores y académicos han cuestionado la participación de Urrutia en el asesinato. En cuanto al episodio entero de la Glosectomía, buena parte de los historiadores que han estudiado la muerte del senador Domínguez, consideran que se trata de un mito. Independientemente de la veracidad o exactitud de los hechos, la opinión popular se tornó en contra de Urrutia, quien se exilió en Estados Unidos hasta su muerte en 1975.

## Biografía
Nació en Xochimilco, Distrito Federal, el 6 de junio de 1872, siendo hijo de Pedro Urrutia (Español) y de Refugio Sandoval, (Indígena). Realizó sus estudios en su lugar natal, y después estudió en la Escuela Nacional de Medicina, obteniendo el título de médico en 1890, siendo considerado el mejor alumno de su generación.
En 1893 prestó sus servicios como médico militar en el territorio de Quintana Roo. Posteriormente fue miembro del 3.er. batallón destacado en Chilpancingo, Guerrero; allí conoció al general Victoriano Huerta, a quien salvó la vida cuando la primera campaña del batallón se sublevó y trató de asesinarlo. Reincorporado a su profesión, se destacó como uno de los más prominentes cirujanos de México.
Sus ligas con Huerta condicionaron su paso por la política. En 1912, cuando Huerta triunfó en la batalla de Rellano contra los orozquistas, se unió a él. Se asegura que conspiró a su lado y que participó en la caída de Madero.
En junio de 1913 fue nombrado Secretario de Gobernación, cargo que desempeñó hasta septiembre de ese año. Se le imputó el haber mandado asesinar a Serapio Rendón, quien era diputado opositor al huertismo.  En octubre de 1913 se hizo cargo de la dirección del Hospital General.
En mayo de 1914, ante la inminente caída del régimen huertista, partió al destierro, y fijó su residencia en Estados Unidos, y se dedicó a la medicina. A él se debe la iniciativa para establecer el descanso dominical y las mejoras implantadas en el ramo de salubridad pública. Su labor como cirujano fue reconocida en todo el estado de Texas.
Aureliano Urrutia falleció en San Antonio, Texas, el 14 de agosto de 1975, a la edad de 103 años.

## Descendencia
Aureliano Urrutia contrajo matrimonio en 1896 en la Ciudad de México con María de la Luz Fernández Montañez; el matrimonio duraría hasta la muerte de doña Luz en 1921. Tuvieron 12 hijos:
- Aureliano Urrutia Fernández, casado con Margarita González Miller, hija mayor del general carrancista Pablo González Garza. Tuvieron un hijo de nombre Aureliano Urrutia González.
- Luz Urrutia Fernández, permaneció soltera.
- Carlos Urrutia Fernández, casó en cinco ocasiones, y procreó tres hijos de alguno de esos matrimonios: Elizabeth, Charlene y Carol.
- Héctor Urrutia Fernández, casado con Rosalie von Rosenberg. Procrearon 4 hijas: Rosemary, Patricia, Bárbara y Gloria Urrutia von Rosenberg.
- Adolfo Urrutia Fernández, casado con Ana María Treviño. Tuvieron 3 hijos: Amapola, Aureliano y Olga Urrutia Treviño.
- Refugio Urrutia Fernández, casada con Alberto Coindreau. Tuvieron 2 hijos: José y Alberto Coindreau.
- Alicia Urrutia Fernández, casada en primeras nupcias con Carlos Cook, con quien tuvo a su único hijo, Carlos; en segundas nupcias con Roscoe R. Hailey, con quien tuvo dos hijos: Mary y Robert.
- Dolores Urrutia Fernández, casada con John F. Greco. Tuvieron 3 hijos: Lolita, John y Gloria.
- Emma Urrutia Fernández, casada con Alberto Paparelli. Tuvieron 3 hijos: Alberto, Bruno y Gianni.
- María Luisa Urrutia Fernández, casada con Alfred Givens. tuvieron 3 hijos: Beverly, Ricardo y Alfredo.
- Gloria Urrutia Fernández, casada con Manuel Mangino. Tuvieron 8 hijos: Manuel, Fernando, Gloria, José, Patricio, Humberto, Mauricio y Lucía.
- Ernestina Urrutia Fernández, murió en la infancia

Urrutia contrajo matrimonio por segunda ocasión, con Catalina Tazzer Coppe en San Antonio, Texas, en 1923; se divorciaron en 1928. Tuvieron 4 hijos:
- Ángel Urrutia Tazzer, casado con Cristina Martínez. Tuvieron 5 hijos: Fernando, Cristina, Ángel, Diego y Antonio.
- Ana María Urrutia Tazzer, casada con Manuel Orvañanos. Tuvieron 5 hijos: Benjamín, Manuel, Carlos, Gabriela y Andrés.
- Magdalena Urrutia Tazzer, casada con Manuel Boelsterly. Tuvieron 4 hijos: Xavier, Regina, Walther y Manuel.
- Óscar Urrutia Tazzer, casado en primeras nupcias con Elena Lazo con quien tuvo 5 hijos: Lena, Paula, Sofía, Juan y Oscar. En segundas nupcias se casó con Carmen Arjona, con quien no tuvo hijos.

Nuevamente contrajo matrimonio, esta vez con Graciela Muñoz Peza, en San Antonio, Texas, en 1933, pero al año siguiente se divorciaron. Tuvieron a su único hijo Saúl.  
En 1951 Urrutia, de 79 años, se casó por última vez, esta vez con Carlota González Miller, otra de las hijas del general Pablo González, quien había fallecido recientemente. No tuvieron descendencia.